# 'Til Death
'Til Death er et amerikansk sitcom der kører på FOX der kørte i USA fra 7. september 2006 til 20. juni 2010, og blev skabt, skrevet og produceret af ægteparret Josh Goldsmith og Cathy Yuspa. 
Selvom FOX ikke viste alle afsnit af sæson 3 pga. dårlige seertal, blev serien fornyet til en fjerde sæson den 9. januar 2009.

## Handling
Brad Garrett og Joely Fisher spiller Eddie og Joy Stark, der har været gift i 23 år. Igennem deres lange ægteskab, Eddie Kaye Thomas og Kat Foster spiller de nygifte Jeff og Steph Woodcock, der har været gift i tolv dage når de flytter ind ved siden af Starks i starten af serien.

## Medvirkende
- Eddie Stark er lærer – Brad Garrett
- Joy Stark arbejder på et rejsebureau – Joely Fisher
- Jeff Woodcock er vice-skoleinspektør på skolen hvor Eddie er lærer. Forlod serien i sæson 3 – Eddie Kaye Thomas
- Steph Woodcock er Jeffs kone med en vild fortid. Forlod også serien i sæson 3 – Kat Foster
- Kenneth Westchester er Jeffs "lillebror" igennem Big Brother-programmet. Kenny er for nylig skilt – J.B. Smoove

### Bipersoner
- Allison Stark er Eddie og Joys voksne datter (spillet af Krysten Ritter i sæson 1 og 2) – Laura Clery
- Karl – Nick Bakay
- Cofeld – Anthony Anderson
- Nicole – Margaret Cho
- Stan – Jerry Lambert
- Russ – Will Sasso
- Doug er Allisons kæreste – Timm Sharp

Ray Romano (Alle elsker Raymond) optræder som gæstestjerne i første sæson, i afsnittet "The Italien Affair".